# Pralognan-la-Vanoise
Pralognan-la-Vanoise település Franciaországban, Savoie megyében. Lakosainak száma 700 fő (2022. január 1.). Pralognan-la-Vanoise Les Allues, Aussois, Champagny-en-Vanoise, Modane, Planay, Villarodin-Bourget, Courchevel és Val-Cenis községekkel határos.

## Népesség
A település népességének változása:
| Lakosok száma | 744  | 744  | 754  | 724  | 715  | 715  | 712  | 710  | 700  |
|               | 2013 | 2015 | 2016 | 2017 | 2018 | 2019 | 2020 | 2021 | 2022 |